# 松浦一
松浦 一（まつうら はじめ、1881年1月25日 - 1966年8月13日）は、日本の英文学者。中央大学名誉教授。

## 人物
東京生まれ。1905年東京帝国大学英文科卒。在学中は、小泉八雲・夏目漱石に学び、卒業後、同大学の講師を経て、1944年高千穂経済専門学校（現高千穂大学）教員、1951年中央大学文学部教授、64年定年退職、大正大学教授、駒澤大学教授を務めた。講師として東大文学部で行った講義は、仏教信仰を基礎とした文学論で知られ、芥川龍之介などがこれを聴講した。養子に松浦孝作（旧姓・小面、教育社会学、東京学芸大学名誉教授、1910-2001）がいる。孝作の長女も教育学者の山崖俊子（1944-　）津田塾大学名誉教授。

## 著書
- トルストイの芸術観 弘道館 1911
- 文学の本質 大日本図書 1915
- 生命の文学 東京宝文館 1918
- 文学の神性 日本青年館 1922
- 文学の絶対境 大日本図書 1923
- 文学の白光 大日本図書 1924
- 魂の故郷 イデア書院 1925
- 文芸の彼岸 大東出版社 1927
- 生き行く力としての文学 大東出版社 1932
- 人間の詩 信道会館 1933
- 生きる力 伝通院伝通会館 1936
- 白紙の文学 三省堂 1941
- 文学のいのち アサギ書房 1949
- 生命の直路 学芸書房 1955
- 素月抄 歌集　新樹社 1962
- 文芸の意味・文学の絶対境 ホイットマン文学の自然教　北星堂書店 1962